# ピライラ
ピライラ Pilaira はケカビ目の菌類の1つ。ミズタマカビに似ていて動物の糞に生育し、丈夫な胞子嚢壁が胞子嚢胞子を含んだまま基部から外れ、長く伸びる胞子嚢柄によってそれを他物に付着させる。数種があると思われる。

## 特徴
もっともよく知られている種である P. anomala に基づいて記す。

### 栄養体
菌糸はよく発達し、成長も早く、PDA、18℃での培養では6-7日でシャーレが一杯になる。菌糸体は当初は灰白色で、後に灰黄色に変わる。寒天中によく伸び、気中にも多少出て高さ15mmに達する。匂いはない。菌糸は寒天中のものは径9-23㎛、気中のものはやや細く、当初は隔壁がないが、後に出来る。匍匐菌糸や仮根は作らない。

### 無性生殖
無性生殖は胞子嚢胞子による。胞子嚢柄は寒天培地中の菌糸から出て分枝などせずに単純な形で伸び、径23.5-47㎛ながら高さは10-60mmにまで達する。その太さは全体を通じてほとんど変わらず基部や先端の膨らみもない。当初は真っ直ぐかほぼ真っ直ぐに立っているが、程なくしわが寄って崩れ落ちる。隔壁はなく、色は半透明から汚白色、時に僅かに褐色がかる。その先端には単一の胞子嚢が乗る。
胞子嚢は半球形で径82-175㎛、時には200㎛を僅かに越え、高さは45-90㎛ほど。その上半部は暗色でその壁は厚くてクチクラ化している。下半部は透明でゼラチン質となっており、成熟時には膨らんで姿を消してしまう。また成熟しても吹き飛ばされるようなことはない。柱軸は大抵扁平になっており、44-95×70-140㎛、稀に円錐形で高さ120㎛に達する例がある。淡い、あるいは明るい黄色で襟はないか、時に僅かだけ見られる。アポフィイシスは明確に見られ、黄色から褐色がかっている。胞子嚢胞子は卵形で7-12.5×5.5-8㎛、半透明から黄色がかって見える。

### 有性生殖
有性生殖は接合胞子嚢の形成による。自家不和合性で適当な株の組み合わせでのみ接合胞子を形成する。接合胞子嚢は球形で径85-150㎛程度、あるいは卵形で108-130×85-120㎛程度、透明で内部に大きな油滴を含む。接合子嚢は釘抜き型で径14-37㎛、接合子囊の基部は互いに緊密に絡まり合っている。接合胞子嚢は発芽すると出て来た発芽管が伸びた先に胞子嚢胞子を形成する。
なお、現時点では接合胞子嚢の形成が観察されているのは本属ではこの種のみである。

### 胞子の散布について
胞子嚢は屈光性が強く、また成長はとても早い。胞子嚢は下部の透明部で溶け、上の胞子嚢とその中の胞子嚢胞子はまとめて柱軸から離れ、粘液層の上に浮かんだ状態になる。この粘液層は湿った空気の中では水分を吸収して大きく膨らみ、胞子を懸濁させた大きな水滴となる。この粘液部は周囲にある草などに触れるとしっかりと粘着し、胞子嚢全体が柱軸から離れてそこにくっつくことになる。このとき、基物に付着する仕組みについてはミズタマカビと同じである。

## 分布と生育環境
数種が記載されているが、その中で上記の P. anomala が最も広く見られ、アメリカやヨーロッパ各国から報告されてきており、様々な草食動物の糞から発見されてきた。他にインドからも報告があり、そこではネズミやウシの他にクジャクの糞からも見つかっている。中国でもネズミの糞から発見されているが、中国ではこの種はむしろ少数派であるという。
それ以外の種はいずれも稀なもので、Grove は1934年にこの類のモノグラフを書いて、そこで本属に5種を認めたが、2009年までに追加されたのは1種だけであった。またそれらはいずれも原記載以降には一切発見されていない。Zheng & Liu(2009)は中国のものを中心にこの属を研究し、2新種を加え、本属の種を7種、および2変種を認めた。さらにその後、オーストラリアから新種が1つ記載されている。日本からは報告がなく、ただし北海道では出現するという話が噂として出回っているとかいないとか。
P. anomala は馬やウサギなど、様々な草食動物の糞上で見出されている。
Zheng & Liu(2009)はクチグロナキウサギ Ochotona curzoniae の糞から2種の新種を発見している。この研究では動物の糞以外に、1例だが牛糞の下の土壌から分離した例がある。もっとも新しいオーストラリアの種はのエミュー Dromaius novaehollndiae の糞から発見された。

## 分類と系統
本種は古くからミズタマカビ Pilobolus と関連づけて考えられてきた。
ミズタマカビ属は古くからよく知られたカビで、その特異な形態と独特の性質で注目された。糞生菌であり、ほぼ草食動物の糞からしか出ない。培養する場合も糞抽出液を加える必要がある。透明で数mmに達する胞子嚢柄を立て、強い正の屈光性を示す。胞子嚢柄の基部には菌糸の膨大部があり、これを栄養嚢（トロフォシスト）という。また胞子嚢の直下にも膨大部（胞子嚢下嚢）があり、これが破裂して胞子嚢を飛ばす。飛んだ胞子嚢は周囲の草の葉に付着し、動物に喰われて糞として出てくる。
本属のものはその胞子嚢の形態や糞から出現することなどで共通するため、ごく近縁のものと考えられた。特に胞子嚢壁がキチン化しており、その内部に胞子嚢胞子を納めた状態で基部がとろけて外れ、胞子嚢全体が1つの散布体のように振る舞う特徴は両者に共通するもので、糞生菌としての適応とも考えられる。それどころか本属のものが実はミズタマカビの正常でない姿になったものに過ぎないのでは、という意見が出たことさえあった。もちろんこれは培養研究の結果否定されている。
しかし本属とミズタマカビとの類縁性は疑われることがなかった。もう一つ、同じ特徴を共有するウサロミケス Utharomyces があり、これはミズタマカビ同様に胞子嚢の下に胞子嚢下嚢を持ち、ただしそれが破裂して胞子嚢を飛ばすことはしない、というものである。この3属をまとめてミズタマカビ科 Pilobolaceae にすることが行われてきた。これには本属とミズタマカビ属のものがいずれも接合胞子嚢を釘抜き型に形成する、ということも踏まえてある。Hesseltine & Ellis(1973)のケカビ目の総説では本科について『自然な群を構成する(constitute a natural group)』ものであり、その進化の経路は『きわめて明確(quite clear)』として、以下のような筋道を示している。
本科のものは糞生菌として進化してきたもので、もっとも近縁なのはヒゲカビ属 Phycomyces であるが、そこから胞子嚢が基部で外れ、他物に付着するようになり、それを胞子嚢柄が伸びて遠くに運ぶようになったのが本属、さらに胞子嚢下嚢が出来たのがウサロミケス、そしてそれが破裂して胞子嚢を飛ばすようになったのがミズタマカビ属である。
ただし21世紀になり、分子系統の情報が活用されるようになると、それまでの形態を重視したケカビ目の分類体系が系統関係を全く反映していない例が多数あることが示され、枠組みの大幅変更を余儀なくされた。そんな中、ミズタマカビ科に関してはミズタマカビとウサロミケスは近縁なものとの判断が出たことで枠組みそのものは維持された形だが、一方で本属の P. anomala についてはこれらとは系統を大きく異にし、むしろケカビ属の Mucor mucedo と一番近い、とする結果が示された。ただしZheng & Liu(2009)はこのことを引きつつもそれを『奇妙なことに(Curiously))』と称し、本属をミズタマカビ科のものとしている。
しかしその後もこの問題には検討が行われている中で、この見方は変わっていない。Hoffmann et al.(2013)は本属の複数種を含めてケカビ目の科について検討し、やはりミズタマカビとウサロミケスが近縁でこの2属でミズタマカビ科を構成するのは認められるが、本属はこれらからは遠いこと、本属が近縁なのはハリエダケカビ属 Helicostylum、エダケカビ属 Thamnidium 、ピレラ属 Pirella であり、それにケカビ属の中で Mucor mucedo が近縁であること、これらはケカビ目の従来は多数の属や科にまとめられていたものを含む最大の科としてケカビ科 Mucoraceae に含まれるべき、との判断を示している。つまり胞子嚢全体が外れて散布される形は並行的に独立に生まれたものと考えられる。

### 種
Zheng & Liu(2009)に認められているものと後に追加されたものを以下に示す。違いは胞子嚢柄の太さや高さ、胞子嚢の大きさ、胞子嚢胞子の形や大きさなどに見られる。
- Pilaira
  - P. anomala
  - P. australis
  - P. dimidiata
  - P. moereaui
    - var. caucasica

  - P. nigrescens
  - P. praeampla
  - P. saccardiana
  - P. subangularis